# Dahegaon
Dahegaon là một mandal thuộc Asifabad, bang Telangana, Ấn Độ.